# Painted Hills
Les Painted Hills sont des collines situées dans le Nord-Ouest des États-Unis, dans le comté de Wheeler, dans l'État de l'Oregon. Elles s'élèvent à 14 km au nord-ouest de Mitchell.
Ces collines forment l'une des trois unités de la John Day Fossil Beds National Monument. Elles s'étendent sur 12,67 km2 et sont répertoriées comme l'une des sept merveilles de l'Oregon. Elles tirent leur nom des couches colorées qui correspondent à diverses époques géologiques. 
Le sol noir est constitué de lignite qui provient de la matière végétale qui poussait le long de l'ancienne plaine inondable. La coloration grise est du mudstone, du siltstone et du shale tandis que la coloration rouge est de la latérite formée par les gisements de la plaine inondable quand la région était chaude et humide.
D'abondants restes fossiles de chevaux primitifs, chameaux et rhinocéros découverts à Painted Hills rendent la région particulièrement importante pour les paléontologues.